# Gündüzlü, Sarıkaya
Gündüzlü là một xã thuộc huyện Sarıkaya, tỉnh Yozgat, Thổ Nhĩ Kỳ. Dân số thời điểm năm 2010 là 113 người.